# Saint-Julien-sur-Veyle
Saint-Julien-sur-Veyle – miejscowość i gmina we Francji, w regionie Owernia-Rodan-Alpy, w departamencie Ain.

## Demografia
Według danych na styczeń 2012 roku gminę zamieszkiwało 748 osób, a gęstość zaludnienia wynosiła 76 osób/km².